# Brigitte Bulitta
Brigitte Bulitta (* 1966 in Essen) ist eine deutsche Sprachwissenschaftlerin und die Arbeitsstellenleiterin des Althochdeutschen Wörterbuchs.

## Leben
Brigitte Bulitta studierte an der Ludwig-Maximilians-Universität München und wurde dort im Jahr 1996 mit der Dissertation Zur Herkunft und Geschichte von Spielbezeichnungen – Untersuchungen am Beispiel traditioneller Bewegungsspiele promoviert. Heute leitet sie die Arbeit am vielbändigen Althochdeutschen Wörterbuch, einem Projekt der der Sächsischen Akademie der Wissenschaften in Leipzig.

## Auszeichnungen
- 2009: Theodor-Frings-Preis[2]

## Werke
- Zur Herkunft und Geschichte von Spielbezeichnungen. Untersuchungen am Beispiel traditioneller Bewegungsspiele (= Brüder-Grimm-Gesellschaft. Schriften der Brüder-Grimm-Gesellschaft. Neue Folge. Bd. 29). Dissertation Universität München 1996, Brüder Grimm-Gesellschaft, Kassel 2000, ISBN 3-929633-49-3. doi:10.1515/BGSL.2004.476
- mit Elke Krotz, Christiane Wanzeck, Judith Stieglbauer-Schwarz: Der Wortschatz des 8. Jahrhunderts. De Gruyter, Berlin 2001, ISBN 978-3-11-087982-7 → Andere Ausgabe: ISBN 978-3-11-177658-3.
- mit Elmar Seebold: Chronologisches Wörterbuch des deutschen Wortschatzes. Band 2, Berlin 2009, ISBN 978-3-11-016962-1.
- als Arbeitsstellenleiterin: Althochdeutsches Wörterbuch. Bd. 5, Akademie Verlag, Berlin 2010, ISBN 978-3-11-045076-7. doi:10.14220/mdge.2010.57.4.363